# Strimmig busksmyg
Strimmig busksmyg (Pyrrholaemus sagittatus) är en fågel i familjen taggnäbbar inom ordningen tättingar.

## Utbredning och systematik
Arten förekommer i Australien, från centrala och östra Queensland genom New South Wales till östra och centrala Victoria. Den behandlas som monotypisk, det vill säga att den inte delas in i några underarter.

## Status och hot
Arten har ett stort utbredningsområde, men tros minska i antal, dock inte tillräckligt kraftigt för att den ska betraktas som hotad. Internationella naturvårdsunionen IUCN listar arten som livskraftig (LC).